# Santa Elena de Jamuz (kommunhuvudort)
Santa Elena de Jamuz är en kommunhuvudort i Spanien.   Den ligger i provinsen Provincia de León och regionen Kastilien och Leon, i den nordvästra delen av landet, 270 km nordväst om huvudstaden Madrid. Santa Elena de Jamuz ligger 768 meter över havet och antalet invånare är 1 296.
Terrängen runt Santa Elena de Jamuz är platt. Runt Santa Elena de Jamuz är det ganska glesbefolkat, med 22 invånare per kvadratkilometer. Närmaste större samhälle är La Bañeza, 4,5 km norr om Santa Elena de Jamuz. Trakten runt Santa Elena de Jamuz består till största delen av jordbruksmark.